# 留保
留保（穆麟德轉寫：lioboo），字松裔，完顏氏，清朝官员，出于内务府镶黄旗满洲的完颜氏家族，阿什坦之孫，鄂素之子、和素之侄。

## 生平
康熙五十三年，鄉試中舉人。康熙六十年，賜進士，任內廷行走，后改庶吉士，任翰林院檢討，升任侍講學士。雍正四年，任福建鄉試副考官、詹事。雍正六年，兼任通政使，署翰林院掌院學士。雍正十一年，任禮部右侍郎；同年改禮部左侍郎。乾隆三年，任戶部右侍郎。乾隆四年，任會試副考官。乾隆五年，任吏部右侍郎。乾隆八年，任內閣學士。乾隆六年，改任盛京工部侍郎。著有《大清名臣言行錄》。

## 家庭
- 先祖完顏守祥。
- 高祖魯克蘇。"魯克蘇，鑲黄旗包衣人，葉臣同族，世居完顏地方，國初來歸，原隸鑲藍旗。其長子原任内務府總管瑚齊喀，次子原任佐領達齊喀。情願告入内務府，改隸鑲黄旗包衣佐領。……魯克蘇之孫阿什坦原任給事中。曾孫赫世亨原任員外郎兼佐領，和素原任内閣侍讀學士兼佐領，萼素原任郎中兼佐領。……元孫白衣保原任御史兼佐領，阿林原任參領兼佐領，略格原任三等侍衛，留保現任經筵講官、吏部侍郎”（据《八旗滿洲氏族通譜》卷28）。
- 曾祖達齊喀，内務府佐領。
- 祖父阿什坦，順治九年（1652年）策試滿洲進士壬辰科進士。
- 父内務府慎刑司郎中兼佐領鄂素（又萼素，字紹德），其生平事迹載入《钦定八旗通志：孝义传》卷240。胞叔和素，原任内閣侍讀學士兼内务府佐領，翻译家；其后代有嘉慶十四年（1809年）己巳恩科进士麟慶，道光三十年（1850年）庚戌科进士崇實。
- 女完顏氏，嫁镶黄旗满洲、工部郎中高謙（父江南壽春鎮總兵署理江南提督高鈺，胞伯大学士兼江南河道总督高斌，嫡堂兄大学士兼两江总督高晋）。